# Radslavice (kraj południowomorawski)
Radslavice – miejscowość i gmina (obec) w Czechach, w kraju południowomorawskim, w powiecie Vyškov. W 2022 roku liczyła 431 mieszkańców.